# 厄客德娜
厄客德娜（古希腊语：Ἔχιδνα，字面意思为「雌性毒蛇」；英文：Echidna）是希腊神话中半人半蛇的怪物。她的上半身是美貌的女子，下半身却是蛇的躯体（有时有两条蛇尾）。厄客德娜居住的地点或说是冥界，或说是斯基泰地区，或
说是奇里乞亚地下名为阿里马的深不可测的洞穴。
关于厄客德娜的父母，有很多种不同的说法。赫西俄德说她是福耳库斯和刻托之女。保萨尼阿斯则认为她是珀拉斯（宙斯的一个孙子）和斯梯克斯之女。其它的说法还包括塔耳塔罗斯和盖亚之女，或克吕萨俄耳和卡利罗厄之女等等。

## 神話事蹟
赫西俄德在《神譜》中把厄客德娜描述为宁芙仙女之一：
“狂暴的女神厄客德娜，上半身是一位目光炯炯的、面颊洁白的宁芙，下半身是一条大蛇；巨大可畏，有着带斑点的皮肤，吃生肉，居住在地底。在这儿她有一个洞穴，它位于一块空心石下面，远离不死的众神和短命的凡人的所在之地。神祇在这里给她安排了一个家，她就在地下看守着阿里马；可怕的厄客德娜，一个青春永驻的宁芙……”
匈牙利神话学家凯雷尼·卡罗伊根据一个古花瓶的瓶饰推测厄客德娜原来可能是葡萄种植业的保护神。
厄客德娜与堤豐结合生了許多可怕的怪物。这当中包括：
1. 涅墨亚狮子；
2. 刻耳柏洛斯；
3. 双头狗；
4. 拉冬；
5. 科爾喀斯凶龍；
6. 喀迈拉；
7. 斯芬克斯；
8. 許德拉（勒耳那的水蛇）；
9. 高加索神鹰；
10. 透墨索斯恶狐。

有些神话认为淮亚（斐亞，克罗密俄尼亚的母猪）、戈耳工、格赖埃和斯库拉也是厄客德娜所生。
根据较晚期的神话，厄客德娜还和赫剌克勒斯生了三个孩子：
1. 阿伽忒耳索斯，即阿伽忒耳人的祖先；
2. 格洛诺斯，即格洛尼人的祖先；
3. 斯库忒斯，即斯基泰人的祖先，一说其父为宙斯。

厄客德娜的结局是在睡觉时被百眼巨人阿耳戈斯杀死。

## 资料来源
- 《世界神话辞典》，辽宁人民出版社，ISBN 7-205-00960-X
- 《神话辞典》，（苏联）M·H·鲍特文尼克等，统一书号：2017·304
- 凯雷尼·卡罗伊，《希腊人的众神》，1951年